# Clubiona procteri
Clubiona procteri là một loài nhện trong họ Clubionidae.
Loài này thuộc chi Clubiona. Clubiona procteri được Willis J. Gertsch miêu tả năm 1941.